# حزب کمونیست اندونزی
حزب کمونیست اندونزی (۱۹۲۴ - ۱۹۶۵) حزبی است سیاسی به رهبری آیدیت در دهه شصت میلادی. حزب کمونیست اندونزی در دهه شصت با کودتای ژنرال محمد سوهارتو فرمانده ارتش با کشتار وسیع هوادارانش به دست ارتش اندونزی به رهبری ژنرال محمد سوهارتو نابود شد. در سال ۱۹۶۶ رهبری حزب بازسازی شد.
ژنرال محمد سوهارتو توانست با کودتا و سرکوبی حزب کمونیست اندونزی در ۱۹۶۵ دولت احمد سوکارنو را سرنگون سازد و نهایتاً با کمک ارتش او را برکنار کند. در این مدت بین یک تا سه میلیون نفر از اعضای حزب کمونیست اندونزی کشته شدند.

قتل کمونیست‌ها یا مظنونین به کمونیسم در اندونزی در سال‌های ۱۹۶۵ و ۱۹۶۶ یکی از خونین‌ترین قتل‌عام‌های قرن بیستم است که کاملاً از جهان خارج پنهان نگاه داشته شده‌است. محققین برآورد می‌کنند که بین یک تا سه میلیون نفر در این کشتار جان سپرده‌اند.

منبع:
نگاهی به قتل‌عام میلیونی کمونیست‌ها در اندونزی